# 지치 (원)
지치(至治, 1321년 ~ 1323년)는 원나라 영종(英宗) 시데발라 게겐 칸의 연호이다. 3년 가량 사용하였다. 예순테무르 칸(태정제)가 즉위 한 후 개원 할 때까지 사용하였다.

## 개원
- 연우(延祐) 7년 12월 1일[1](율리우스력 1320년 12월 30일)에 연호를 지치(至治)로 정하고, 다음 해 1월 1일[2](율리우스력 1321년 1월 29일)에 개원함.[3][4][5][6]

- 지치(至治) 3년 12월 30일[7](율리우스력 1324년 1월 26일)에 연호를 태정(泰定)으로 정하고, 다음 해 1월 1일[8](율리우스력 1324년 1월 27일)에 개원함.[9][10][11][6]

## 연대 대조표
| 지치 | 서기(西紀) | 간지(干支) |
| 원년 | 1321년     | 신유(辛酉) |
| 2년  | 1322년     | 임술(壬戌) |
| 3년  | 1323년     | 계해(癸亥) |

## 동시대 연호

### 베트남
- 다이카인(大慶) (1314년 ~ 1323년)

### 일본
- 겐오(元應) (1319년 ~ 1321년)
- 겐코(元亨) (1321년 ~ 1324년)

## 같이 보기
- 다른 왕조의 같은 연호
  - 대리국(大理國) 지치(至治, 946년 ~ 951년)

- 중국의 연호 목록